# لوسي جونز
لوسي جونز (بالألمانية: Lucie Jones)‏ (و. 1991  م) هي مغنية من ألمانيا، والمملكة المتحدة، وويلز، تستخدم آلات بيانو.

## التعليم
تعلمت في Radyr Comprehensive School ‏.

## وصلات خارجية
- لوسي جونز على موقع IMDb (الإنجليزية)
- لوسي جونز على موقع ميوزك برينز (الإنجليزية)
- لوسي جونز على موقع ديسكوغز (الإنجليزية)
- لوسي جونز على موقع قاعدة بيانات الفيلم (الإنجليزية)

- لوسي جونز في قاعدة بيانات الأفلام على الإنترنت